# Gabriel Boric
Gabriel Boric (født 11. februar 1986) er en chilensk politiker, der er Chiles præsident. Han tiltrådte 11. marts 2022 og bliver præsident for Chile fra 2022 til 2026. Boric tilhører partiet Convergencia Social, et centrum-venstre parti. 
Boric blev valgt i anden runde af præsidentvalget 2021, som blev gennemført 19. december 2021.